# Gemüseschlacht (Hannover)

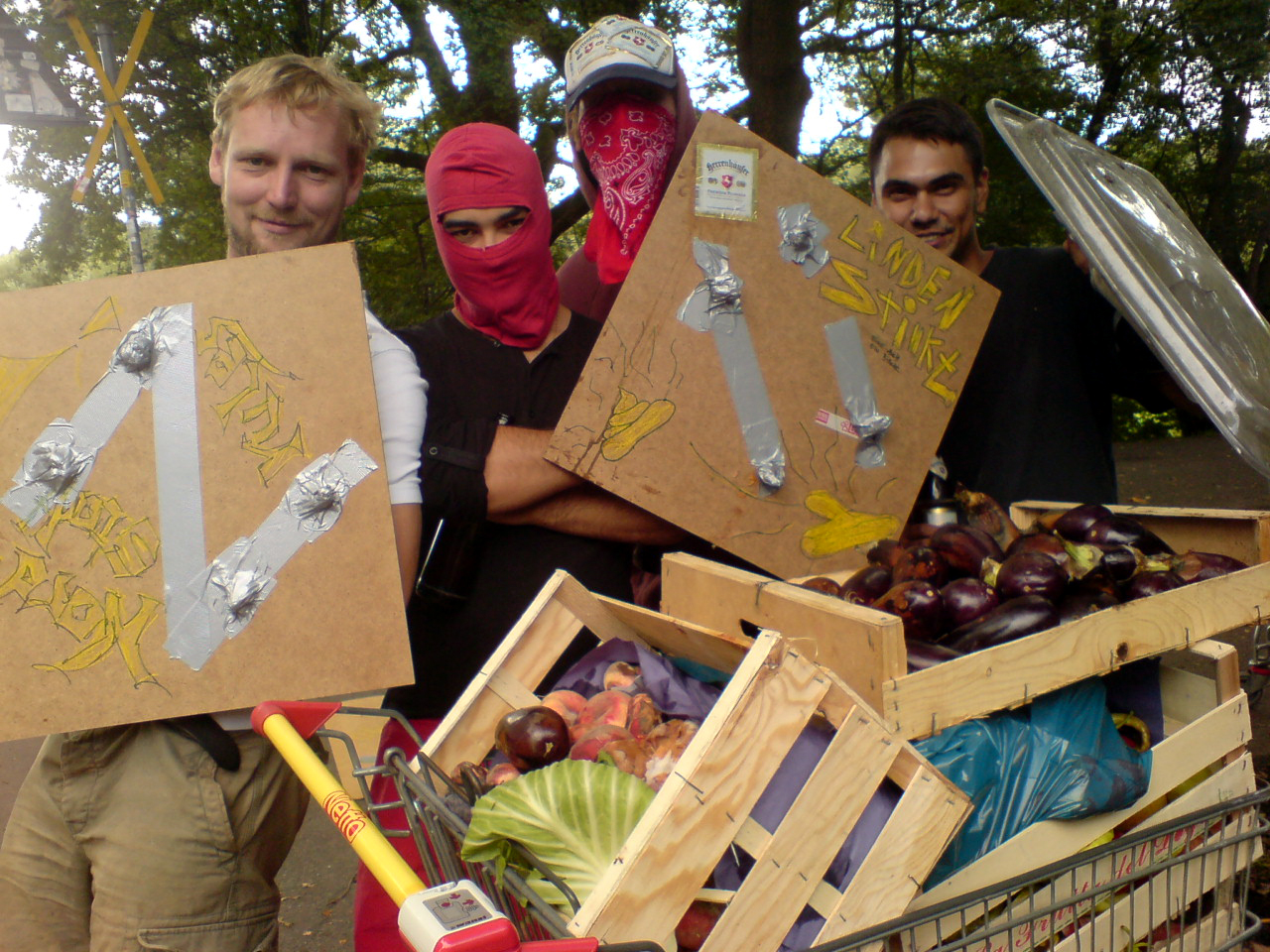
Vier „Kämpfer“ auf Seiten der Nordstadt

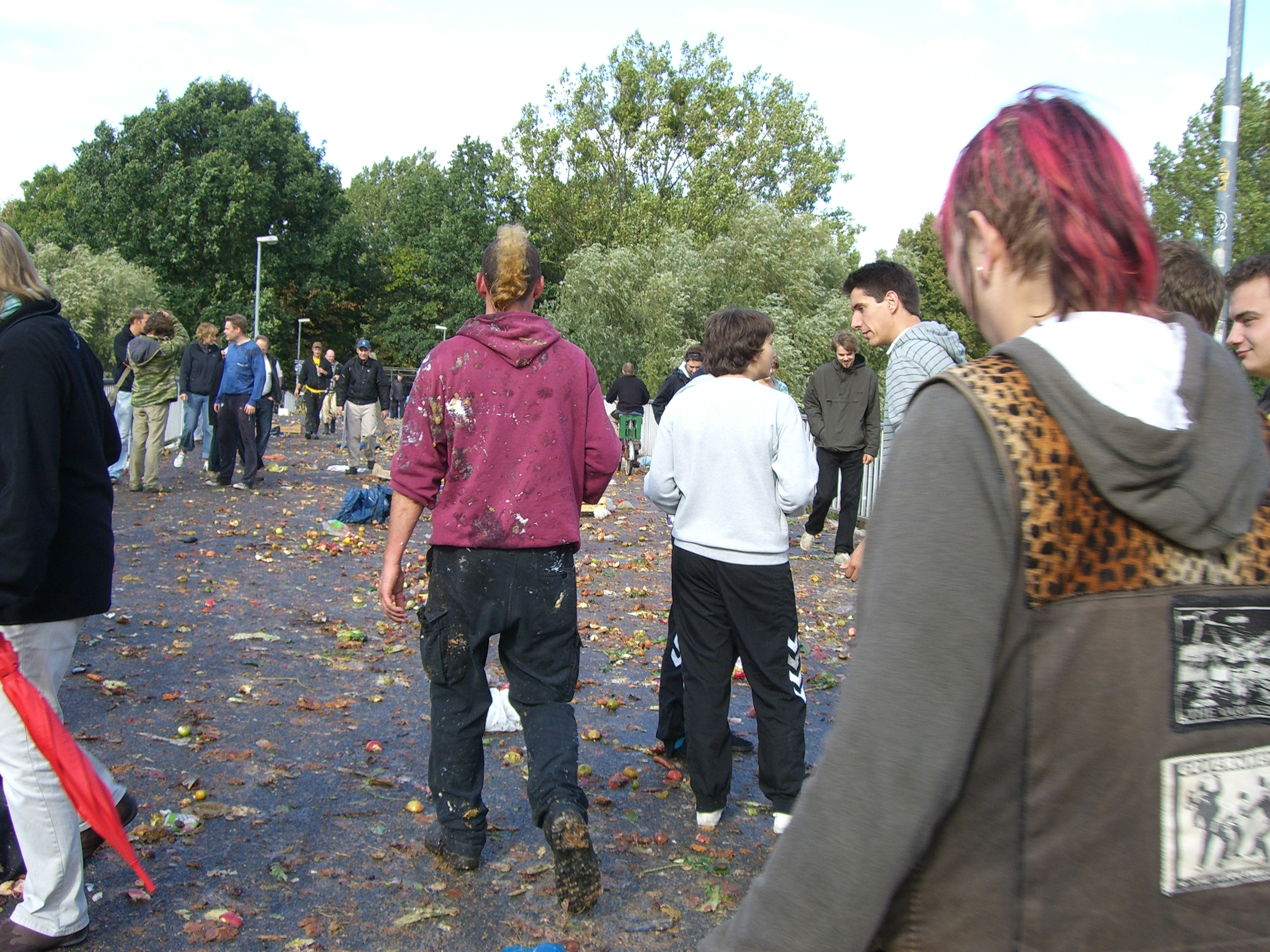
Nach der Schlacht 2009

Die Gemüseschlacht ist eine gewaltfreie Schlacht zwischen Bewohnern der in Hannover liegenden Stadtteile Nordstadt und Linden, die erstmals 2003 mit rund 45 Teilnehmern stattfand.
Die beiden Parteien treffen sich dazu jährlich im September auf der zwischen beiden Stadtteilen liegenden Dornröschenbrücke, um sich mit zumeist vergammeltem Gemüse zu bewerfen.
Die Treffen haben keinen gewaltorientierten Hintergrund und beziehen sich eher sarkastisch auf den Lokalpatriotismus der beiden ehemaligen Arbeiterviertel. Die Schlachten 2003 und 2004 waren als Demonstration angemeldet und fanden mit städtischer Genehmigung statt. Anschließend reinigten die Beteiligten die Brücke selbst. In den Folgejahren kam es zu Streitigkeiten über die Reinigung und die damit verbundenen Kosten von rund 700,- Euro. 2009 übernahm die Stadt Hannover die Reinigung der Brücke.
Die Gemüseschlacht ist im Ablauf ähnlich der Berliner Gemüseschlacht zwischen den Stadtteilen Kreuzberg und Friedrichshain.